# أرماندو فيلانويفا
أرماندو فيلانويفا هو موظف مدني وسياسي بيروفي، ولد في 25 نوفمبر 1915 في ليما في بيرو، وتوفي بنفس المكان في 14 أبريل 2013 بسبب نوبة قلبية. نشط حزبياً في التحالف الثوري الشعبي الأمريكي.

## مناصب
- انتخب رئيس مجلس الوزراء البيروفي [الإنجليزية]‏ (17 مايو 1988 – 15 مايو 1989).
- انتخب وزير الداخلية [الإنجليزية]‏ (2 مارس 1989 – 15 مايو 1989).
- انتخب Minister of the Presidency of Peru ‏ (13 مايو 1988 – 1 مارس 1989).
- انتخب رئيس مجلس شيوخ بيرو ‏ (26 يوليو 1986 – 26 يوليو 1987).
- انتخب عضو مجلس شيوخ بيرو ‏ (26 يوليو 1985 – 5 أبريل 1992).
- انتخب president of the Chamber of Deputies of Peru ‏ (28 يوليو 1967 – 28 يوليو 1968).
- انتخب عضو مجلس نواب بيرو ‏ (28 يوليو 1963 – 1968).